# 18609 Shinobuyama
18609 Shinobuyama è un asteroide della fascia principale. Scoperto nel 1998, presenta un'orbita caratterizzata da un semiasse maggiore pari a 2,2886813 UA e da un'eccentricità di 0,1405695, inclinata di 5,70916° rispetto all'eclittica.